# Virginia (planetka)
(50) Virginia je velká, hodně tmavá planetka hlavního pásu. Objevil ji 4. října 1857 James Ferguson. Původ jména pro planetku je nejasný. Je možné, že je pojmenována po americkém státu Virginie.